# Рауф Мамедов (шахіст)
Рауф Мамедов (азерб. Rauf Məmmədov; нар. 26 квітня 1988, Баку) — азербайджанський шахіст, гросмейстер від 2004 року.
Його рейтинг на квітень 2023 року — 2646 (98-ме місце у світі, 5-те в Азербайджані).

## Шахова кар'єра
У 1997—2008 роках неодноразово представляв Азербайджан на чемпіонаті світу та Європи серед юніорів у різних вікових категоріях, завоювавши три медалі: золоту (Юргюп 2004 — ЧЄ до 16 років), срібну (Будва 2003 — ЧЄ до 16 років) і бронзову (Каллітея 2001 — ЧЄ до 14 років). Багаторазовий призер чемпіонату країни серед юніорів, зокрема, золотий в роках 2002 (у категорії до 14 років) і 2003 (до 16 років). У 2006, 2007 і 2008 і 2015 роках вигравав чемпіонат Азербайджану.
Досягнув низки успіхів у міжнародних турнірах, зокрема:
- поділив 2-ге місце в Дубай (2004, позаду Шахріяра Мамед'ярова, разом із, зокрема, Магнусом Карлсеном, Пенталою Харікрішною, Павлом Ельяновим, Лівіу-Дітером Нісіпяну і Крішнаном Сашікіраном),
- поділив 3-тє місце в Кірішах (2005, позаду Сергія Карякіна та Ільдара Хайрулліна, разом з Євгеном Алексєєвим),
- поділив 2-ге місце в Ізмірі (2006, позаду Євгена Мірошниченка, разом із, зокрема, Суатом Аталиком, Міленом Василєвим і Торніке Санікідзе),
- поділив 1-ше місце в Кірішах (2007, разом з Яном Непомнящим, Парімар'яном Негі і Завеном Андріасяном),
- поділив 2-ге місце в Ханти-Мансійську (2008, позаду Дмитра Бочарова, разом із зокрема, Гадіром Гусейновим, Дмитром Кокарєвим і Ельдаром Гасановим).

Примітка: список успіхів неповний (доповнити від 2009 року).
Багато разів представляв Азербайджан на командних змаганнях, зокрема:
- шість разів на шахових олімпіадах (2004, 2006, 2008, 2010, 2012, 2014)[2],
- тричі на командних чемпіонатах світу (2010, 2011, 2013); призер: в особистому заліку — срібний (2010 — 5-та шахівниця)[3],
- тричі на командних чемпіонатах Європи (2007, 2009, 2013); чотириразовий призер: в командному заліку — двічі золотий (2009, 2013) і бронзовий (2007), а також в особистому заліку — бронзовий (2013 — 4-та шахівниця)[4].

Найвищий рейтинг Ело у кар'єрі (станом на вересень 2017) мав 1 квітня 2017 року, досягнувши 2689 очок займав тоді 63-тє місце в світовому рейтинг-листі ФІДЕ, одночасно займаючи 4-те місце серед азербайджанських шахістів.

## Особисте життя
У листопаді 2018 року Мамедов одружився з українською шахісткою, чемпіонкою світу серед юніорів (до 20 років) Наталією Буксою.

## Зміни рейтингу
| На цьому місці має відображатися графік чи діаграма, однак з технічних причин його відображення наразі вимкнено. Будь ласка, не видаляйте код, який викликає це повідомлення. Розробники вже працюють для того, щоби відновити штатне функціонування цього графіка або діаграми. | |
| | На цьому місці має відображатися графік чи діаграма, однак з технічних причин його відображення наразі вимкнено. Будь ласка, не видаляйте код, який викликає це повідомлення. Розробники вже працюють для того, щоби відновити штатне функціонування цього графіка або діаграми. |